# 维维安 (路易斯安那州)
维维安（英語：Vivian），是美国路易斯安那州下属的一座城市。根据2010年美国人口普查，该市有人口3,671人。建置上，属于“town”。